# Kim Yeong-cheol (acteur)
Dans ce nom coréen, le nom de famille, Kim, précède le nom personnel.
Kim Yeong-cheol (né le 25 février 1953  à Daegu, est un acteur sud-coréen. 

## Filmographie partielle

### Au cinéma
- 2005 : A Bittersweet Life de Kim Jee-woon
- 2007 : Ma-i pa-deo de Hwang Dong-hyeok

### À la télévision
- 2000-2002 : Taejo Wang Geon (en) : rôle de Gung Ye
- 2010 : Life Is Beautiful (en)
- 2011 : The Princess' Man (en)
- 2017 : My Father is Strange (en)